# Coenotephria kitti
Coenotephria kitti là một loài bướm đêm trong họ Geometridae.